# كارل هاغلوند (سياسي)
كارل هاغلوند هو سياسي فنلندي، ولد في 29 مارس 1979 في إسبو في فنلندا. نشط حزبياً في حزب الشعب السويدي.

## مناصب
- في انتخابات البرلمان الأوروبي 2009، انتخب عضو في البرلمان الأوروبي عن دائرة فنلندا [الإنجليزية]‏ لترشحه ضمن قائمة حزب الشعب السويدي، وقد انضم خلال فترته النيابية (14 يوليو 2009 – 4 يوليو 2012) للكتلة البرلمانية مجموعة تحالف الليبراليون والديمقراطيون من أجل أوروبا [الإنجليزية]‏.
- انتخب عضو برلمان فنلندا  [لغات أخرى]‏ عن دائرة أوسيما [الإنجليزية]‏ وقد انضم خلال فترته النيابية  [لغات أخرى]‏ (22 أبريل 2015 – 30 يوليو 2016) للكتلة البرلمانية حزب الشعب السويدي.
- في 2012 Espoo municipal election ‏، انتخب عضو مجلس بلدية  [لغات أخرى]‏.
- انتخب Minister of Defence (Finland) [الإنجليزية]‏ (5 يوليو 2012 – 29 مايو 2015).

## وصلات خارجية
- الموقع الرسمي